# Помезанский диалект

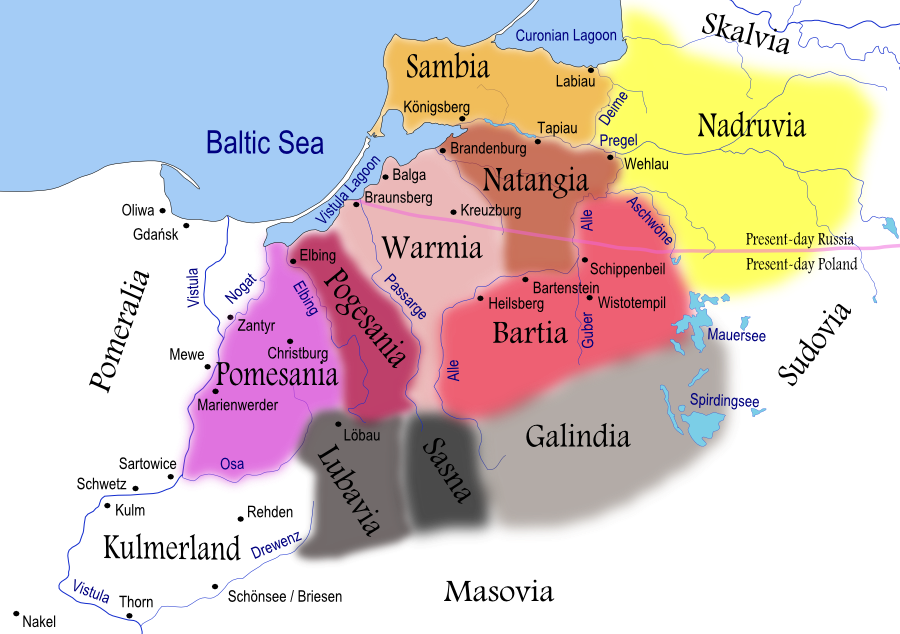
Фиолетовым цветом обозначено распространение помезанского диалекта

Помезанский диалект — один из двух диалектов прусского языка, распространённый в исторической области Помезания (западный, район Мариенбурга и Эльбинга). Помезанский диалект, как и сам прусский язык считается мёртвым.

## Область распространения
Ареал помезанского диалекта размещается в исторической области Помезания (западный, район Мариенбурга и Эльбинга).
Согласно современному административно-территориальному делению Польши, ареал помезанского диалекта занимает южные территории Польши.